# Gaston Aumoitte
Gaston Aumoitte (ur. 19 grudnia 1884 w Hanoi, zm. 30 grudnia 1957 w Sainte-Foy-la-Grande) – francuski krokiecista, który na Igrzyskach Olimpijskich 1900 w Paryżu zdobył dwa złote medale w tej dyscyplinie.

## Życiorys
Był zawodowym wojskowym, dochodząc do rangi podpułkownika. Uczestniczył w obu wojnach światowych. Został odznaczony komandorią Legii Honorowej.